# El Llano (Aguascalientes)
Pour les articles homonymes, voir El Llano.
El Llano est une municipalité de l'État d'Aguascalientes, au Mexique. Elle couvre une superficie de 509,77 km2 et compte 20 245 habitants en 2015.